# Миронова, Ленина Николаевна
Ленина Николаевна Миронова (2 марта 1931, Харьков — 23 декабря 2022, Минск) — советский и белорусский архитектор, педагог, искусствовед. Кандидат архитектуры (1963), профессор Белоруской государственной академии искусств (2003). Член общественных объединений «Белорусский союз дизайнеров», «Белорусский союз архитекторов».

## Биография
Родилась 2 марта 1931 года в Харькове.
В 1954 году закончила архитектурный факультет Киевского инженерно-строительного института с дипломом с отличием.
В 1954 году переехала в Минск, в 1957—1960 годы училась в аспирантуре при АН БССР по специальности «архитектура». В 1954—1957 годы старший архитектор института «Мингорпроект», в 1961—1968 годы в Институте строительства и архитектуры. Осенью 1968 года начала преподавать свой курс «Колористика» одновременно на 4 кафедрах Белорусского театрально-художественного института: интерьера и оборудования, дизайна, декоративно-прикладного искусства и художественной обработки тканей; старший преподаватель, доцент, профессор (2003). Работала до 2009 года.
Член Союза архитекторов БССР с 1957 года, член правления СА БССР и СА СССР (1961-65).
Умерла в Минске 23 декабря 2022 года.

## Деятельность
Автор более 100 статей по проблемам цвета в изобразительном искусстве.
Выпустила ряд учебников:
- «Колористика» (1974)
- «Цветоведение». Минск, Высшая школа, 1983, 286 стр.
- «Учение о цвете» (1993) — Минск, Высшая школа, 1993, 463 стр.
- «Цвет в изобразительном искусстве» (2011) Минск, Беларусь, 2011 (4-е изд.).

Учениками Ленины Мироновой в разные годы были известные белорусские художники и дизайнеры: Владимир Цеслер, Анна Балаш, Дмитрий Сурский, Сергей Кирющенко и другие.
Творческие проекты Ленины Мироновой: создание статей о творчестве белорусских художников среднего и младшего поколения, серии графических листов и текстильных панно на тему «Природа и Человек». На личном сайте Ленины Мироновой выложены её статьи о творчество Казимира Малевича, Юрия Тореева, Константина Михеева, Григория Иванова и других творческих лиц. Также там опубликованы её исследования о роли цвета в культуре Старого Китая.
Награждена Почётными грамотами, знаками, благодарностями и премиями.